# Красильников, Александр Фёдорович
Александр Фёдорович Красильников  (22 октября 1898, д. Будухино — 12 мая 1957, Белорецк) — советский инженер-металлург, лауреат Сталинской премии (1952).

## Биография
Александр Фёдорович Красильников родился 22 октября 1898 года в деревне Будухино Костромской губернии.
C 1919 года работал старшим контролёром Костромского управления «Главкран».

В 1929 году окончил Ленинградский горный институт.

С 1926 года — начальник цеха Ленинградского сталепрокатного завода им. В. М. Молотова.

С 1934 года — главный инженер Миньярского метизного завода № 707, в 1935—1937 годах — Белорецкого завода № 706 в Челябинской области.

С 1940 года — начальник цеха Ленинградского сталепрокатного завода.

С 1943 года — главный технолог института «Гипрометиз» в Ленинграде.

С 1945 года — заместитель директора, в 1950—1957 годах — начальник технического отдела Белорецкого завода № 706.
Под руководством Красильникова была усовершенствована технология производства метизов, внедрён новый способ производства оцинкованной проволоки, освоены новые виды продукции.
В 1937 году подвергся репрессиям, реабилитирован в 2004 году.

## Награды
- Сталинская премия за выдающиеся изобретения и коренные усовершенствования методов производственной работы 1952 года.